# Район Каміґьо
Райо́н Каміґьо́ (яп. 上京区, かみぎょうく, МФА: [kamʲigʲoː ku]) — район міста Кіото префектури Кіото в Японії.  Площа становить 7,11 км². Станом на 1 жовтня 2017 року населення складало 84 953  осіб, густота населення — 11 950 осіб/км².

## Назва
Каміґьо — оходить від місцевості Каміґьо, розташованої в північній частині середньовічного Кіото. Дослівно: «верхньостоличний район».

## Історія
- 10 квітня 1879 — утворено адміністративний район Каміґьо префектури Кіото.
- 1 квітня 1889 — утворено місто Кіото, шляхом об'єднання адміністративних районів Каміґьо та Шімоґьо. Адміністративні райони перетворено на міські.
- 1 квітня 1929 — виокремлено міські райони Сакьо, Накаґьо та Хіґашіяма зі складу Каміґьо та Шімоґьо.
- 1 вересня 1955 — виокремлено район Кіта зі складу Каміґьо.

## Пам'ятки і установи
- Кіотський Імператорський палац
- Адміністрація префектури Кіото